# 大塚善奈
大塚 善奈（おおつか ぜな、1984年2月19日 - ）は、日本の女性タレント、女優、歌手。

## 人物・来歴
東京都出身。父親はレバノン人、母親は日本人。日本語のほか、英語、フランス語、韓国語が堪能なマルチリンガルである。DJ、女優、歌手活動などを行っている。

## 出演作品

### ラジオ番組
- THE CLICKERS（J-WAVE、2009年10月3日 - 2010年3月27日）→SATURDAY SONIC（J-WAVE、2010年4月3日 - 2013年9月28日）

金剛地武志から引き継ぐ形でナビゲーターになり、2010年4月に現タイトルに変更。自身の妊娠により2013年9月28日で降板。